# العلاقات البحرينية الطاجيكستانية
العلاقات البحرينية الطاجيكستانية هي العلاقات الثنائية التي تجمع بين البحرين وطاجيكستان.

## مقارنة بين البلدين
هذه مقارنة عامة ومرجعية للدولتين:
| وجه المقارنة                                              | البحرين       | طاجيكستان                          |
| --------------------------------------------------------- | ------------- | ---------------------------------- |
| المساحة (كم2)                                             | 765           | 143.10 ألف                         |
| عدد السكان (نسمة)                                         | 1.49 مليون    | 8.92 مليون                         |
| الكثافة السكانية (ن./كم²)                                 | 194.77 ألف    | 62.33                              |
| العاصمة                                                   | المنامة       | دوشنبه                             |
| اللغة الرسمية                                             | اللغة العربية | اللغة الطاجيكية                    |
| العملة                                                    | دينار بحريني  | ساماني طاجيكي، الروبل الطاجيكستاني |
| الناتج المحلي الإجمالي (بليون دولار)                      | 35.31 مليار   | 7.15 مليار                         |
| الناتج المحلي الإجمالي (تعادل القوة الشرائية) بليون دولار | 64.16 مليار   | 24.03 مليار                        |
| الناتج المحلي الإجمالي الاسمي للفرد دولار أمريكي          | 22.60 ألف     | 925                                |
| الناتج المحلي الإجمالي للفرد دولار أمريكي                 | 45.50 ألف     | 2.69 ألف                           |
| مؤشر التنمية البشرية                                      | 0.824         | 0.624                              |
| رمز المكالمات الدولي                                      | +973          | +992                               |
| رمز الإنترنت                                              | .bh           | .tj                                |
| المنطقة الزمنية                                           | ت ع م+03:00   | ت ع م+05:00                        |

## منظمات دولية مشتركة
يشترك البلدان في عضوية مجموعة من المنظمات الدولية، منها:
| علم المنظمة | اسم المنظمة                        | تاريخ انضمام البحرين | تاريخ انضمام طاجيكستان |
| ----------- | ---------------------------------- | -------------------- | ---------------------- |
|             | مؤسسة التمويل الدولية              | 22 سبتمبر 1995       | 2 ديسمبر 1994          |
|             | منظمة حظر الأسلحة الكيميائية       | ?                    | ?                      |
|             | الأمم المتحدة                      | 21 سبتمبر 1971       | 2 مارس 1992            |
|             | الاتحاد الدولي للاتصالات           | 1975                 | 28 أبريل 1994          |
|             | منظمة التعاون الإسلامي             | ?                    | ?                      |
|             | منظمة الشرطة الجنائية الدولية      | ?                    | ?                      |
|             | الاتحاد البريدي العالمي            | ?                    | ?                      |
|             | البنك الدولي للإنشاء والتعمير      | 15 سبتمبر 1972       | 4 يونيو 1993           |
|             | وكالة ضمان الاستثمار متعدد الأطراف | 12 أبريل 1988        | 9 ديسمبر 2002          |
|             | يونسكو                             | 18 يناير 1972        | 6 أبريل 1993           |
|             | الفريق المعني برصد الأرض           | ?                    | ?                      |

## وصلات خارجية
- موقع وزارة الخارجية البحرينية